# یواس‌اس شمل (پی‌سی-۱۳)
یواس‌اس شمل (پی‌سی-۱۳) (به انگلیسی: USS Shamal (PC-13)) یک کشتی است که طول آن ۱۷۴ فوت (۵۳ متر) می‌باشد. این کشتی در سال ۱۹۹۵ ساخته شد.